# 솔로–스완 모형
솔로–스완 모형 (Solow–Swan model)은 장기 경제 성장을 설명하는 경제 모형이다. 1956년에 로버트 솔로와 트레버 스완이 독립적으로 고안한 모형으로 신고전학파 생산함수를 기반으로 외생적 인구 증가, 외생적 기술 진보를 가정하였다. 이 모형을 고안한 로버트 솔로는 1987년 경제 성장 이론에 대한 기여로 노벨 경제학상을 수상하였다.

## 기본 가정
솔로 모형은 자본과 노동이 고정비율로 결합하는 것을 가정하는 해로드-도마 모형과는 달리 자본과 노동 사이의 대체가 가능한 생산함수를 가정한다. 생산함수는 한계생산성이 체감하고, 규모에 대한 수익 불변의 특성을 갖는다.

## 모형의 전개

기술진보를 가정한 솔로 모형. 유효 노동당 자본은 균제 상태로 수렴하게 된다.

생산함수는 다음과 같이 주어진다. 균형 성장 경로를 갖는 생산함수는 반드시 노동증대형 생산함수(labor-augmenting production function)여야 하므로, 노동증대형 생산함수를 가정한다. 여기서 {\displaystyle Y}는 GDP를, {\displaystyle K}는 자본을, {\displaystyle A}는 기술 수준을, {\displaystyle L}은 노동을 의미하며, 기술 수준과 노동량을 곱한 {\displaystyle AL}은 유효 노동이다.
{\displaystyle Y(t)=F(K(t),A(t)L(t))}
기술 진보율과 노동 증가율은 다음과 같이 외생적으로 결정된다고 가정한다.
{\displaystyle {\frac {\dot {A}}{A}}=g,\quad {\frac {\dot {L}}{L}}=n}
생산함수는 규모에 대한 수익 불변이므로, 위의 생산함수의 양변을 유효 노동으로 나누어, 생산함수를 유효 노동당 자본에 관한 1변수함수로 간단히 표현할 수 있다. {\displaystyle y}는 유효 노동당 산출량을, {\displaystyle k}는 유효 노동당 자본을 의미한다.
{\displaystyle {\frac {Y}{AL}}=F\left({\frac {K}{AL}},1\right)\Rightarrow y=f(k)}
한편, 자본축적은 신규투자에서 감가상각을 뺀 것이다. 폐쇄 경제에서 투자는 저축과 같으며, 저축률 {\displaystyle s}와 감가상각률 {\displaystyle \delta }는 외생적으로 결정된다고 가정한다. 자본축적 방정식은 다음과 같다.
{\displaystyle {\dot {K}}=sY-\delta K}
유효노동 1단위당 자본축적 방정식은 다음과 같이 표현할 수 있다.
{\displaystyle {\dot {k}}=sy-(n+g+\delta )k=sf(k)-(n+g+\delta )k}
유효 노동 1단위당 자본은 {\displaystyle {\dot {k}}=0}이 되는 균제 상태(steady state)으로 접근하게 된다. 저축률이 높아질 경우에는 균제 상태가 되는 유효 노동 1단위당 자본이 보다 높은 수준에서 결정될 것이다. 그러나 저축률이 높아진다 하더라도 새로운 균제 상태로 이동하는 동안에만 성장률이 높아지는 효과가 발생할 뿐이므로 저축률의 상승이 장기적인 경제 성장을 유발시키지는 않는다. 요컨대, 저축률의 증가는 균제 상태가 되는 유효 노동 1단위당 자본량이 높아지는 수준 효과(level effect)만을 일으킬 뿐 장기적인 성장 효과를 일으키지 못한다.:230-232

## 균형 성장
자본, 노동, 생산량이 일정한 비율로 성장하는 경로를 균형성장경로(balanced growth path, BGP)라고 한다. 솔로 모형에서 유효 노동 1단위당 자본이 균제 상태에 도달하면 균형성장경로를 따르게 된다. 균형성장경로에서 산출량-자본 비율은 일정하며, 1인당 산출량과 1인당 자본의 성장률은 기술진보율과 같다.
균형성장경로에서 자본의 실질임대료는 시간이 지나도 일정하며, 실질임금은 기술진보율과 같은 비율로 성장한다.:256-257

## 주해
1. ↑  {\displaystyle k={\frac {K}{AL}}}의 양변에 로그를 취하여 미분하면 {\displaystyle {\frac {\dot {k}}{k}}={\frac {\dot {K}}{K}}-{\frac {\dot {A}}{A}}-{\frac {\dot {L}}{L}}={\frac {\dot {K}}{K}}-g-n}이 된다. {\displaystyle {\dot {K}}=sY-\delta K}를 앞의 식에 대입하여 정리하면 이 식을 도출할 수 있다.

## 같이 보기
- 경제 성장
- 내생적 성장 모형